# Nevada Smith
Pour les articles homonymes, voir Nevada Smith (homonymie).
Pour plus de détails, voir Fiche technique et Distribution.
Nevada Smith est un western américain réalisé par Henry Hathaway et sorti en 1966.
Le film se déroule dans l'Amérique profonde des chercheurs d'or, où un homme épris d'un sentiment de vengeance part à la recherche des trois criminels qui ont tué ses parents.
Le scénario est tiré d'un passage du roman de Harold Robbins, The Carpetbaggers, roman qui a fait scandale aux États-Unis dans les années 1960, en raison de la crudité ou de la violence de certains passages et de certaines scènes sexuelles. Le film Nevada Smith est une préquelle qui s'attache à la jeunesse d'un des deux personnages principaux du roman, incarné par Steve Mc Queen.
Le titre du film reprend le pseudonyme que le héros, Max Sand, jeune cow boy métis à la poursuite des assassins de ses parents, se choisit pour cacher son identité au dernier des bandits qu'il pourchasse.
Un autre film, Les Ambitieux (The Carpetbaggers) d'Edward Dmytryk, tiré du même roman et racontant la vie adulte de Nevada Smith, est sorti deux ans auparavant, avec Alan Ladd dans le rôle de Nevada Smith plus âgé, aux côtés de l'autre personnage principal, Jonas Cord Junior, magnat de l'aviation et du cinéma naissants (inspiré par la vie d'Howard Hughes).

## Synopsis
Max vit avec son père, un blanc, et sa mère, une Kiowa. Ils habitent une maison isolée dans les collines où ils cherchent désespérément de l'or. Lorsque ses parents trouvent la mort dans des conditions atroces, torturés et défigurés, il n'a plus qu'une idée en tête : retrouver les trois agresseurs et les tuer. Il brûle entièrement sa maison puis, armé de sa seule détermination, il se lance sur leurs traces.

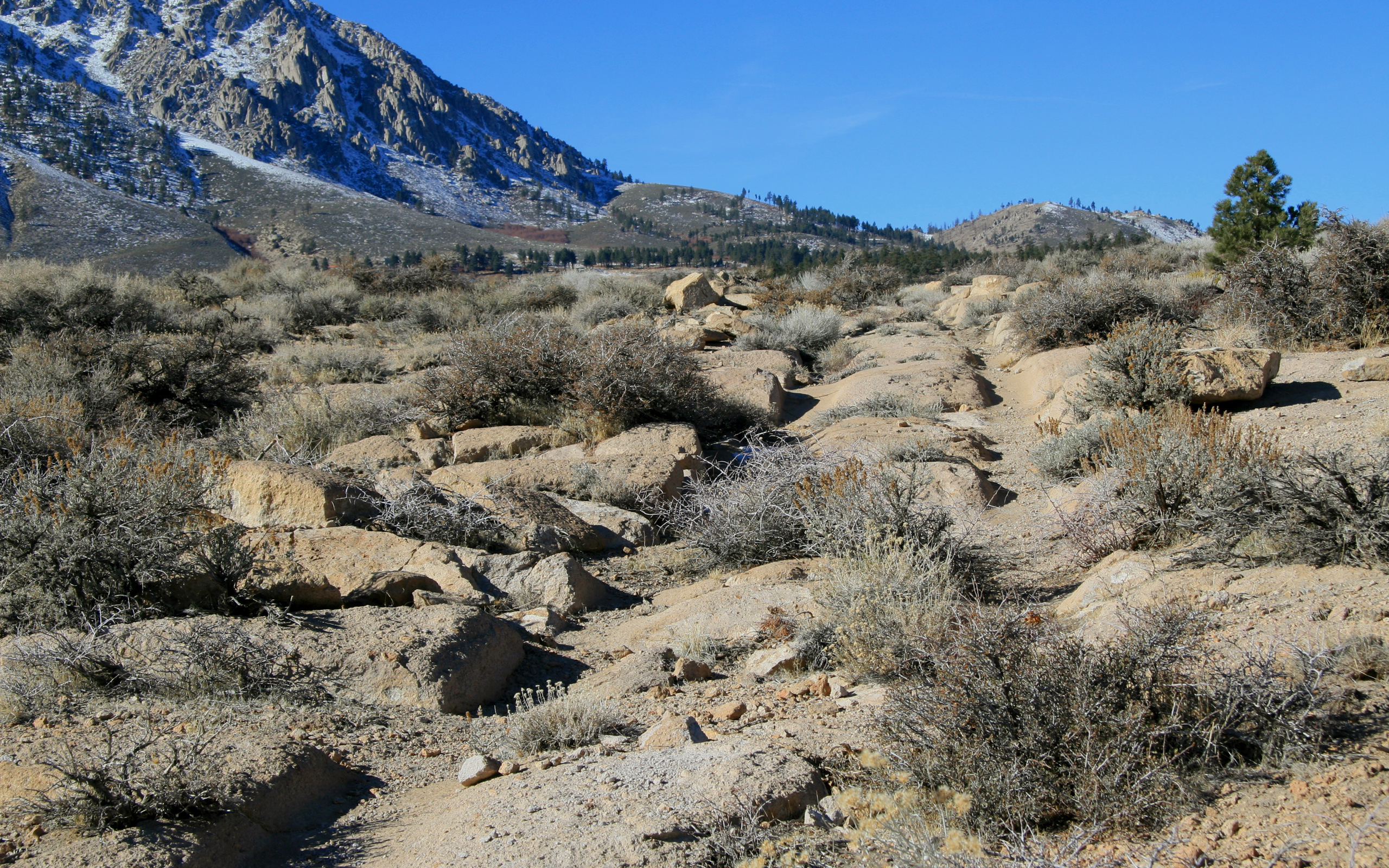
La vallée de l'Owens où Max erre avant de rencontrer Jonas Cord.

Il rejoint dans la nature un groupe de trois hommes qui campent au milieu des arbres. Il éloigne leurs chevaux mais se fait surprendre et désarmer par ceux-ci. Il se rend alors compte qu'il ne s'agit pas des tueurs qu'il recherche. Après leur avoir expliqué son erreur, Max est invité à passer la soirée avec eux. Malheureusement, au petit matin, Max se réveille seul : ses hôtes sont partis avec son cheval et son fusil. Il se retrouve à pied au milieu du désert. En tentant de capturer de quoi manger, il découvre une vieille arme enfouie dans le sable. Un peu plus tard, il aperçoit une rivière et, au bord, un homme accompagné de quatre chevaux et de nombreuses marchandises. Il tente de braquer ce dernier avec l'arme pour lui voler un cheval et de la nourriture, mais il se fait naïvement avoir par le voyageur. Celui-ci s'avère être un prospère marchand d'armes du nom de Jonas Cord. Il offre à manger à Max et le prend sous son aile. Max lui ayant expliqué son dessein, Cord lui apprend les ficelles du métier de tueur. Il lui apprend à boire du whisky, à jouer aux cartes, etc. Après quelque temps, leurs routes finissent par se séparer.

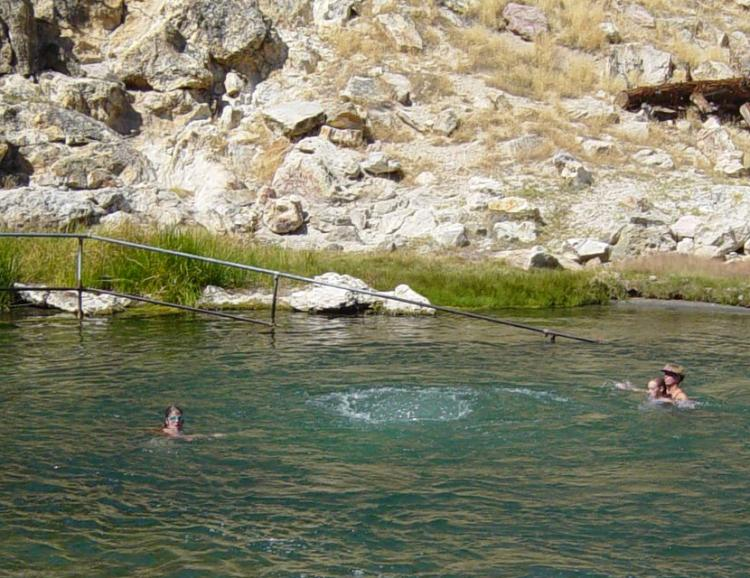
Lieu de la scène de baignade entre Max et Neesa.

Max est engagé comme cow-boy et s'occupe d'un troupeau de bétail avec lequel il se rend à Abilene. Il y rencontre Neesa, une danseuse de saloon d'origine Kiowa, comme lui. Celle-ci lui apprend qu'un certain dealer de cartes du saloon répond à la description physique de Jesse Coe, un des trois hommes qu'il poursuit. Max repère dans le corral un cheval qu'il reconnait être celui de Jesse. L'homme se fait à présent appeler Jack Langley. Max le démasque au beau milieu du saloon et les deux hommes finissent par se battre à coups de couteau. Max tue Jesse mais est sérieusement blessé à l'abdomen. Il est recousu par un médecin en ville mais est expulsé par le shérif en raison du meurtre qu'il a commis. C'est Neesa qui prend alors soin de lui. Elle amène Max dans sa tribu, où il reste plusieurs jours pour se rétablir. Durant ce temps naît entre lui et Neesa une relation d'amour. Elle lui apprend à lire, mais un beau jour il la quitte pour poursuivre sa quête. Il se rend chez Jesse, qu'il a tué, pour tenter de trouver des informations sur les deux autres hommes. Là, il est surpris par Angie Cole, femme du défunt, qui le remercie d'avoir tué son mari. Elle lui divulgue un nom : celui de Bill Bowdre, et lui apprend qu'il a été arrêté en Louisiane.

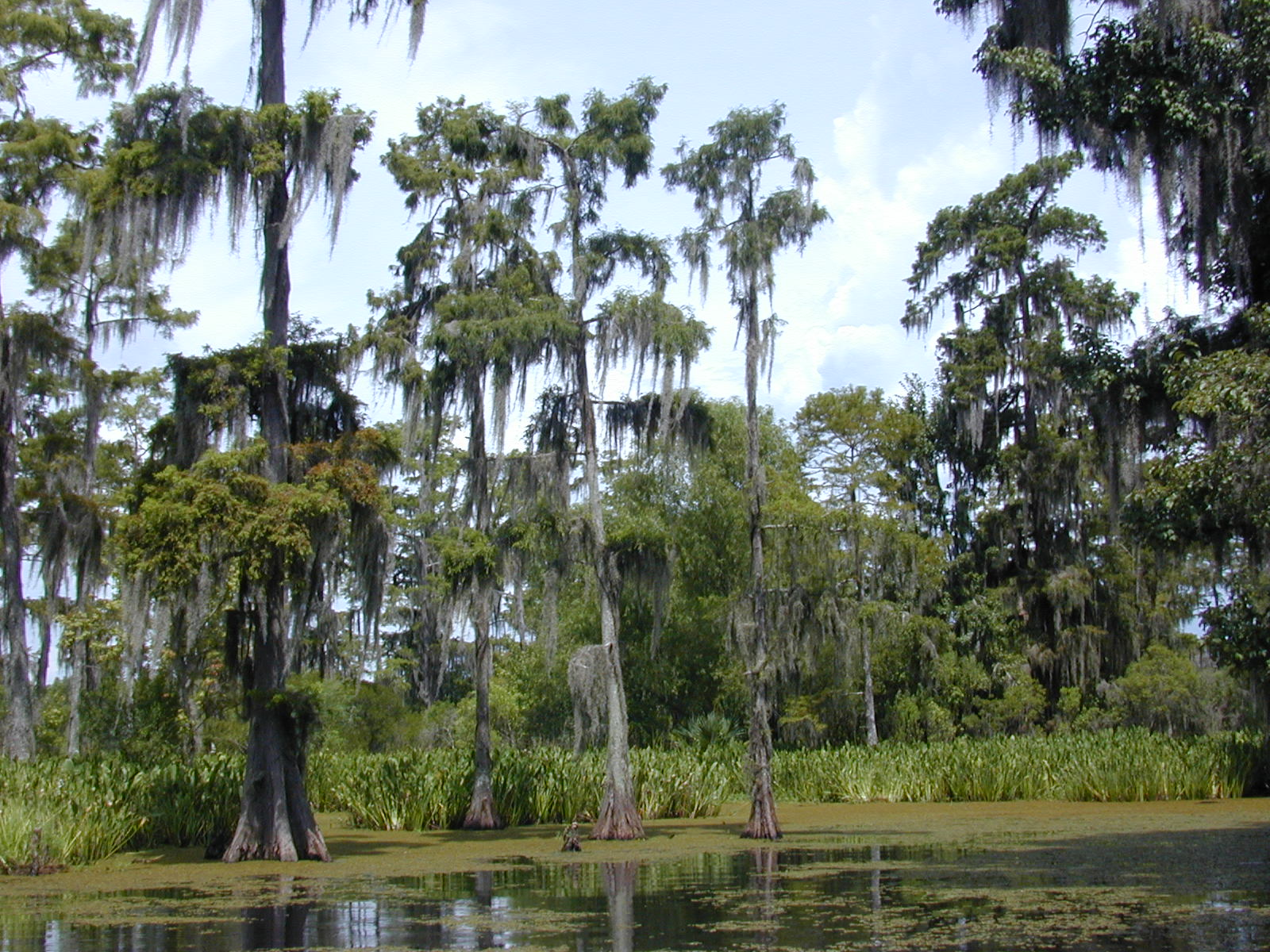
Les bayous où Max retrouve Bowdre.

Max descend le Mississippi en bateau et lit dans le journal que Bowdre a été envoyé dans le camp de prisonniers de l'État de Louisiane. Il décide alors de braquer une banque pour être envoyé au même endroit. Le camp se trouve dans les bayous et les conditions de vie y sont atroces. Max y retrouve Bowdre qui ne reconnaît pas le fils du couple qu'il a assassiné. Il rencontre aussi Pilar, une fille de la région qui travaille dans les rizières avoisinantes. Il la convainc de l'aider à s'évader en lui procurant un bateau, et lui promet de l'épouser et de s'occuper d'elle. Il invite Bowdre à s'échapper avec eux, et tous les trois partent ainsi sur une pirogue à travers les marécages. Ayant pris soin de dérober une arme au camp de prisonniers avant de partir, Max abat Bowdre, en le forçant auparavant à révéler l'identité du troisième agresseur de ses parents. Il s'agit de Tom Fitch, parti vers les mines d'or en Californie. Pilar est mordue par un serpent et en meurt quelque temps plus tard. Max parvient finalement à quitter les bayous tout seul.

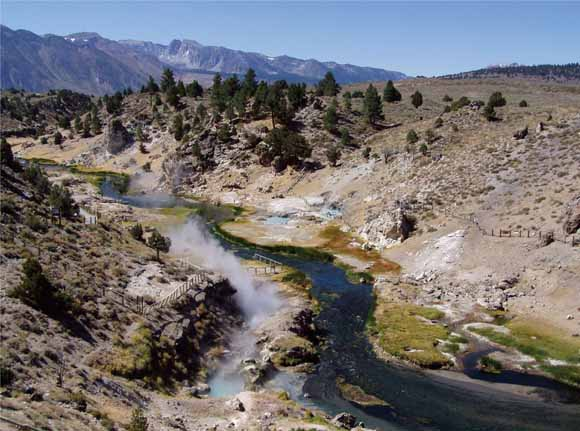
La rivière où a lieu le duel final.

Dans le comté d'El Dorado en Californie, Max se présente comme le frère de Tom Fitch, et demande aux gens où il peut le trouver. Le truand est quant à lui sur ses gardes : il sait que Max a déjà retrouvé et tué ses deux anciens acolytes. La tête de Max est d'ailleurs mise à prix pour meurtre, attaque à main armée et évasion. Conséquemment, le shérif Bonnell l'arrête et le jette en prison. Mais Max se fait passer pour Tom Fitch et les hommes de ce dernier attaquent la prison pour lui permettre d'en sortir. Reconnaissant immédiatement qu'il s'agit d'un imposteur, ces hommes le traînent au bout d'une corde dans une rivière. Ils sont arrêtés par un moine franciscain, le Père Zaccardi, qui leur ordonne d'arrêter cette torture. L'un des hommes étant fort croyant, il force les autres à écouter le moine. Max est alors accueilli par le Père dans son église. Celui-ci lui enseigne le pardon et lui fait découvrir la Bible. Il lui demande de mettre fin à sa quête de vengeance, mais Max ne l'écoute pas et continue sa route. Il retrouve la bande de Fitch et, après avoir réglé ses comptes avec celui qui l'a trainé au bout d'une corde, Max se voit proposer d'intégrer la bande par Fitch. Le malfrat ne reconnait pas Max Sand qui dit se nommer Nevada Smith. Mais Fitch reste suspicieux, sachant que Max est à sa poursuite. Il tente de le démasquer par tous les moyens, mais, n'y parvenant pas, se résout à croire en l'honnêteté de Nevada Smith. La bande monte ensuite un coup pour attaquer un convoi d'or. Après l'assaut, les hommes se ruent tous vers le butin et Fitch se retrouve seul. Max en profite pour le prendre en chasse et l'accule derrière un rocher dans une rivière. Le bandit essaie d'avoir Max par la ruse mais, fort de l'expérience acquise au cours de ses aventures, ce dernier ne se laisse pas avoir. Il désarme son opposant et lui tire une balle dans chaque jambe. Pour finir, Max dit à Fitch : « Tu es trop dégueulasse pour qu'on te tue » et il repart calmement à cheval.

## Fiche technique
Sauf mention contraire, les données sont issues du film et de son générique.
- Titre : Nevada Smith
- Réalisateur : Henry Hathaway
- Scénario : John Michael Hayes d'après le personnage créé par Harold Robbins dans The Carpetbaggers
- Musique : Alfred Newman
- Directeur de la photographie : Lucien Ballard
- Directeurs artistiques : Hal Pereira, Tambi Larsen et Al Roelofs
- Chef décorateur : Robert Benton
- Maquilleur : Wally Westmore
- Coiffeuse : Nellie Manley
- Costumier : Frank Beetson, Jr.
- Montage : Frank Bracht
- Directeur de production : Herbert Coleman
- Assistants réalisateurs : Daniel J. McCauley et Joseph Lenzi
- Effets spéciaux de photographie : Paul K. Lerpae
- Orchestration : Leo Shuken et Jack Hayes
- Chef-opérateurs du son : Harold Lewis et Charles Grenzbach
- Producteur délégué : Joseph E. Levine
- Producteur : Henry Hathaway
- Société de production : Solar Productions
- Société de distribution : Paramount Pictures
- Durée : 125 minutes
- Langue de tournage : Anglais
- Format : Couleur (Eastmancolor[2]) – 2,35:1 en Panavision – 35 mm[3] – Mono
- Dates de sortie[4] :
  - États-Unis : 23 mai 1966
  - France : 2 octobre 1966

## Distribution

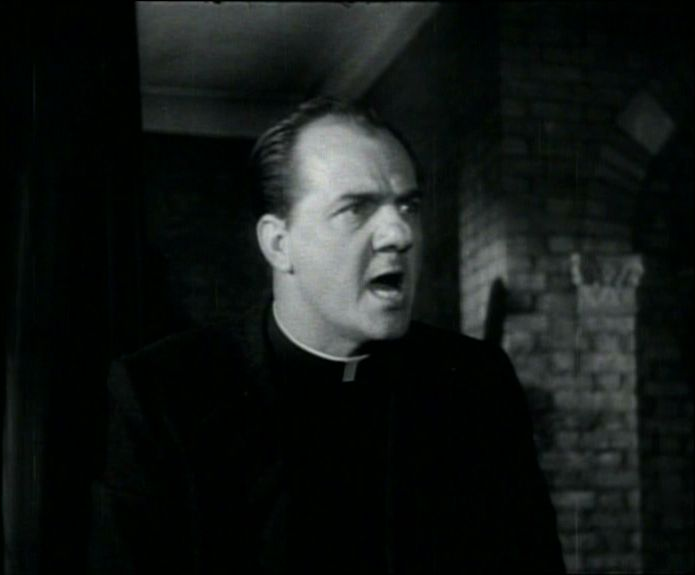
Karl Malden

Crédits tels qu'apparaissant dans le générique final du film.
- Steve McQueen (VF : Jacques Thébault) : Max Sand / Nevada Smith
- Karl Malden (VF : Jean-Henri Chambois) : Tom Fitch
- Brian Keith (VF : Jean-Pierre Duclos) : Jonas Cord
- Arthur Kennedy (VF : Claude Bertrand) : Bill Bowdre
- Suzanne Pleshette (VF : Michèle Montel) : Pilar
- Raf Vallone (VF : Jacques Beauchey) : le Père Zaccardi
- Janet Margolin (VF : Nicole Favart) : Neesa
- Pat Hingle (VF : Georges Atlas) : Pue-des-pieds (Big Foot en VO)
- Howard Da Silva (VF : René Arrieu) : le gardien du camp de prisonniers
- Martin Landau (VF : Raymond Loyer) : Jesse Coe / Jack Langley
- Paul Fix (VF : Georges Hubert) : le shérif Bonnell
- Isabel Boniface : Tabinaka, la mère Kiowa de Max Sand (non créditée)
- Gene Evans (VF : Emile Duard) : Sam Sand
- Josephine Hutchinson (VF : Henriette Marion) : Mme Elvira McCandles
- John Doucette (VF : Paul Bonifas) : l'oncle Ben McCandles
- Val Avery : Buck Mason
- Sheldon Allman : le shérif
- Lyle Bettger : Jack Rudabough
- Bert Freed : Quince
- David McLean : Romero
- Steve Mitchell : Buckshot
- Merritt Bohn (VF : Robert Dalban) : le pilote du bateau sur le fleuve
- Sandy Kenyon (VF : Serge Lhorca) : l'employé de la banque
- Ric Roman (VF : Jean Clarieux) : Cipriano
- John Lawrence : Hogg
- Stanley Adams : le vendeur du magasin
- George Mitchell : le caissier
- John Litel : le docteur
- Ted de Corsia : Hudson (le barman)

Acteurs non crédités
- Iron Eyes Cody : Taka-Ta
- Joanna Moore : Angie Cole
- Chief Yowlachie : le sorcier

## Tournage
Le film a été tourné aux États-Unis :
- Californie : Lone Pine, Alabama Hills, Bishop, Hot Creek, Mammoth Lakes, Vallée de l'Owens
- Louisiane : Krotz Springs, La Nouvelle-Orléans

## Réception du film
Nevada Smith est généralement considéré comme l'un des grands westerns initiatiques d'Henry Hathaway dans sa dernière période. Il connut à sa sortie un grand succès. Il a été — et il est resté — hautement populaire tant auprès du grand public que chez les cinéphiles, popularité due en grande partie à la performance d'acteur de Steve Mc Queen alors au milieu de sa carrière et bientôt au faîte de sa gloire.

## Autour du film
- Dans le roman dont est tiré le film, Max Sand a seize ans au début de l'histoire. Le scénario a dû être adapté pour s'accommoder des trente-cinq ans de Steve McQueen.
- Pour les besoins du film, l'équipe a filmé pas moins de quarante-six endroits différents partagés entre l'Inyo National Forest et la Owens Valley, dans la partie est de la Sierra Nevada.
- La scène de bagarre opposant Steve McQueen et Martin Landau se déroule dans une étable. Dans le script original, Max est accroupi derrière une palissade, ouvre la porte de l'enclos et laisse sortir le bétail. Or durant le tournage de la scène, certaines bêtes ont bien emprunté la sortie tandis que d'autres ont défoncé la palissade, obligeant l'acteur à fuir le bétail déchaîné. Le réalisateur a tout de même conservé cet incident dans le film et a rajouté d'autres passages tournés en studio pour assurer la continuité de l'action.
- Pour retrouver un des assassins de ses parents, Max se laisse prendre et se retrouve condamné au bagne dans les marécages de la Louisiane. Steve McQueen revivra une situation similaire dans le film Papillon, sorti en 1973.
- Le nom Nevada Smith inspirera plus tard George Lucas pour Indiana Jones, l'appelant à l'origine Indiana Smith avant de changer son nom de famille à la demande de Steven Spielberg.